# ئی‌ای سالت لیک
ئی‌ای سالت لیک (انگلیسی: EA Salt Lake) شرکت بازی ویدئویی آمریکایی است، که در سال ۱۹۹۲ تأسیس شد.